# Budova Ředitelství státních drah (Praha)
Budova Ředitelství státních drah v Praze byl kancelářský komplex novorenesančních domů stojících na parcelách č. p. 18 a 20 na nároží Karlovy (později Seifertovy ulice) a Hooverovy třídy na tzv. křižovatce U Bulhara (později ulice U Bulhara), na hranici Nového Města a Žižkova, 110 00 Praha 1. Byla vybudována jako sídlo vrchního provozního ředitelství státní železniční společnosti Císařsko-královské státní dráhy (kkStB) v Praze v rámci reorganizace drážní dopravy a zestátnění soukromých železničních společností v Rakousku-Uhersku mezi lety 1884 a 1908. Budova byla stržena při stavbě tzv. Severojižní magistrály v roce 1978.

## Dějiny budovy

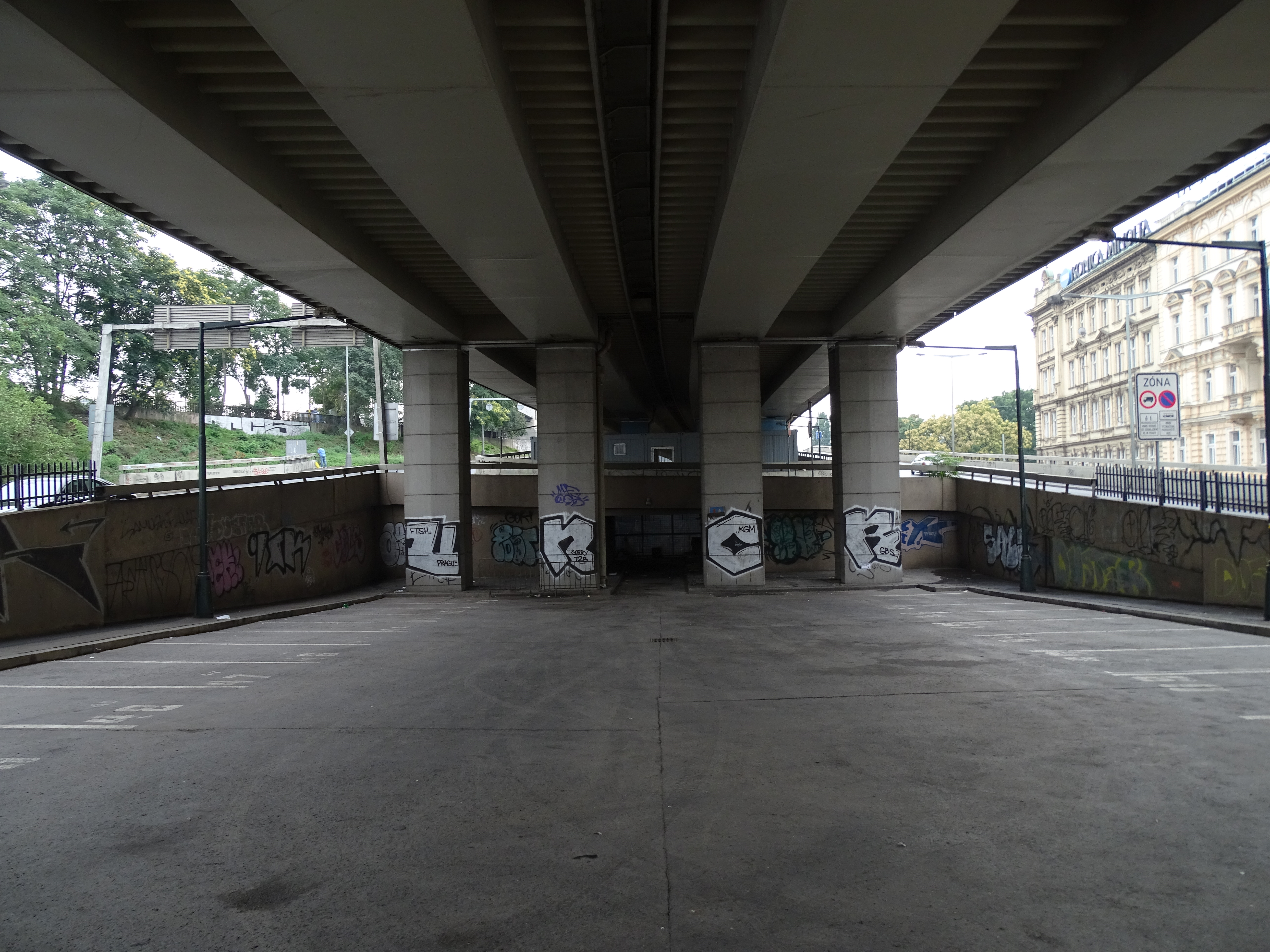
Parkoviště pod tělesem Severojižní magistrály v místě někdejší stavby

Vrchní provozní ředitelství státní společnosti kkStB bylo v Praze zřízeno při založení společnosti po první vlně znárodnění většiny větších železničních společností v říši roku 1884 jako jedno z 11 nově zřízených regionálních ředitelství v Rakousku-Uhersku, z toho jako hlavní ze 4 na území zemí Koruny české. Prvním sídlem takového úřadu byly kanceláře na pozdějším Masarykově nádraží.
Budova vznikla patrně v 90. letech 19. století, v těsné blízkosti starého pražského nádraží a přilehlých železničních dílen a nádraží Františka Josefa, hlavního pražského nádraží, v prostoru mezi oběma areály. Fungovala jako sídlo kkStB až do roku 1918. Po vzniku nezávislého Československa byly prohlášením Národního výboru 28. října 1918 vytvořeny  Československé státní dráhy pod vedením ředitele Ing. Jana Bašty a veškerý majetek společnosti přešel pod tuto instituci. ČSD ponechaly budovu jako ředitelství státních drah pro celé území ČSR.

### Demolice
Začátkem 70. let 20. století bylo rozhodnuto o výstavbě tzv. Severojižní magistrály, dálničním průtahu Prahou navazujícím na dálnice D1 a D8, budovaném v letech 1973 až 1980. Trasa byla v místech rozhraní Žižkova a Nového Města vedena linií někdejší Hooverovy ulice, kde došlo ke zboření staveb, které stály silnici v cestě. Budova drážního ředitelství byla odstraněna v rámci budování druhého úseku magistrály v ose Rumunská ulice – Hlávkův most roku 1978. Spolu s ní došlo též k destrukci části areálu Vrchlického sadů před hlavním nádražím, stržení bloku budov u Seifertovy ulice či zrušení nádraží Praha-Těšnov (nejstarší část budovy byla odstřelena až roku 1985).
Magistrála prostor překonává vyvýšenou estakádou, pod ní se v těchto místech nachází parkoviště.

## Architektura stavby
Úřední budova byla vystavěna na pozemku o půdorysu ve tvaru písmene L s hlavním západním čelem a jedním severním křídlem orientovaným do Karlovy třídy v novorenesančním slohu. V centrální ose budovy, kterou tvoří patrově vrstvený portál, se nacházelo centrální schodiště stavby. Objekt se skládal ze suterénu a tří podlaží, v nichž se nacházely primárně kanceláře s okny do ulice a pravoúhlými chodbami s okny do vnitrobloku. Stavba musela kompenzovat mírný žižkovský východní svah, ze strany vnitrobloku na areál přiléhalo kolejiště nádraží Františka Josefa. Hlavní část původní budovy orientovaná do Hooverovy třídy měří na šířku přibližně 70 metrů a lze ji tak řadit k největším stavbám dobových rakousko-uherských úřadů v České republice.